# Arvid Auner
Arvid Auner (31 de enero de 1997) es un deportista austríaco que compite en snowboard. Ganó dos medallas de plata en el Campeonato Mundial de Snowboard, en los años 2023 y 2025, ambas en la prueba de eslalon paralelo.

## Medallero internacional
| Campeonato Mundial | Campeonato Mundial  | Campeonato Mundial | Campeonato Mundial |
| Año                | Lugar               | Medalla            | Prueba             |
| ------------------ | ------------------- | ------------------ | ------------------ |
| 2023               | Bakuriani (Georgia) | Medalla de plata   | Eslalon paralelo   |
| 2025               | Engadina (Suiza)    | Medalla de plata   | Eslalon paralelo   |